# Alessandro Barchiesi
Alessandro Barchiesi (Padova, 1955) è un latinista e filologo classico italiano.
È figlio di un altro latinista, Marino Barchiesi.

## Biografia
Alessandro Barchiesi si è formato, dal 1973 al 1986, all'Università di Pisa e alla Scuola Normale Superiore, sotto la guida di Gian Biagio Conte. È stato ricercatore presso la Scuola Normale, professore associato presso l'Università degli Studi di Milano dal 1987 e professore ordinario presso l'Università di Verona dal 1990. Nel 2000 Barchiesi è diventato professore ordinario di Letteratura latina presso l'Università di Siena e dal 2016 è Professor of Classics alla New York University.
Barchiesi è stato inoltre visiting professor presso le Università di Princeton, Harvard, Austin, Stanford, Oxford, Cambridge, Roma, Buenos Aires. Nel 2012 è stato eletto membro dell'Academia Europaea. È co-fondatore della rivista Materiali e discussioni per l'analisi dei testi classici e attualmente co-direttore della rivista Studi italiani di filologia classica.
Alessandro Barchiesi si è occupato a lungo di poesia augustea (in particolare Ovidio): si ricorda, tra l'altro, il libro Il poeta e il principe del 1994 su Ovidio e Augusto. Ha commentato le Heroides per la casa editrice Le Monnier e parte delle Metamorfosi di Ovidio per l'edizione della Fondazione Lorenzo Valla.

## Opere
- La traccia del modello. Effetti omerici nella narrazione virgiliana, Istituto Editoriali e Poligrafici, 1984, ISBN 978-88-427-1328-9.
- in AA.VV., Da Omero agli alessandrini. Problemi e figure della letteratura greca, a cura di Franco Montanari, Roma, La Nuova Italia, 1988, ISBN 978-88-430-0230-6.
- in AA.VV., La prosa latina. Forme, autori, problemi, a cura di Franco Montanari, Roma, Carocci, 1991-2001, ISBN 978-88-430-1931-1.
- Il poeta e il principe. Ovidio e il discorso augusteo, Collezione Storica, Roma-Bari, Laterza, 1994, ISBN 978-88-420-4364-5.
- Speaking Volumes. Narrative and Intertext in Ovid and Other Latin Poets, Bristol Classical Press, 2001, ISBN 978-07-156-3027-3.
- in AA.VV., Il romanzo antico. Forme, testi, problemi, Roma, Carocci, 2006, ISBN 978-88-430-3795-7.
- in AA.VV., Musa pedestre. Storia e interpretazione della satira in Roma antica, Roma, Carocci, 2007, ISBN 978-88-430-4249-4.
- Homeric Effects in Vergil’s Narrative, Princeton, 2015.
- The Geopoetics of Vergil's Aeneid, Cambridge University Press, 2020, ISBN 978-05-218-2398-2.
- Alessandro Barchiesi, Barbara Graziosi, Ritorni difficili, Roma, Edizioni di Storia e Letteratura, 2021, ISBN 978-88-935-9498-1.

### Curatele
- Publio Virgilio Marone, Georgiche, trad., note e cura di A. Barchiesi, Introduzione di Gian Biagio Conte, Milano, Arnoldo Mondadori Editore, 1980.
- Lucio Anneo Seneca, Le Fenicie, trad. e cura, Collana Il convivio, Venezia, Marsilio, 1988.
- P. Ovidii Nasonis, Epistulae Heroidum 1-3, Firenze, Le Monnier, 1992, ISBN 978-88-008-1258-0.
- Iambic Ideas: Essays on a Poetic Tradition from Archaic Greece to the Late Roman Empire, Curatela con A. Cavarzere e Antonio Aloni, Greek Studies: Interdisciplinary Approaches, Rowman & Littlefield Publishers, 2001, ISBN 978-07-425-0817-0.
- Ovidian Transformations: Essays on the Metamorphoses and its Reception, curatela con Philip Hardie e Stephen Hinds, Cambridge Philological Society, 1999.
- Ovidio, Metamorfosi Volume I (Libri I-II), trad. di Ludovica Koch, Collana Scrittori greci e latini, Fondazione Lorenzo Valla-Mondadori, Milano, 2005, ISBN 978-88-045-4481-4.
- Ovidio, Metamorfosi Volume II (Libri III-IV), curatela con Gianpiero Rosati, trad. di Ludovica Koch, Collana Scrittori greci e latini, Fondazione Lorenzo Valla-Mondadori, Milano, 2007, ISBN 978-88-045-6234-4.
- Classical Literature in Theory, Wiley-Blackwell, 2014, ISBN 978-14-051-2047-0.
- The Oxford Handbook of Roman Studies, curatela con Walter Scheidel, Oxford University Press, 2020, ISBN 978-01-988-5600-9.